# Museo delle Alpi (Monaco di Baviera)
L'Alpines Museum (Museo delle Alpi e della Montagna) è un museo di Monaco di Baviera.

## Storia
L'edificio che ospita il museo sorge sulla parte meridionale della Praterinsel, una delle isole dell'Isar nel centro della città. L'edificio risale al XIX secolo e venne donato alla Società alpinistica austro-tedesca.

## Collezione
Il museo illustra gli aspetti scientifici ed estetici delle Alpi. Vi è una sezione dedicata alle rocce ed ai minerali; una dedicata allo studio ed all'esplorazione delle Alpi; inoltre vi sono numerosi quadri e disegni con ambientazione alpina. Il museo ha anche la più grande collezione di libri a tema alpino ed un archivio sull'alpinismo. Oltre a ciò, il museo ospita un centro informazioni per chi intende organizzare una spedizione sulle Alpi.